# جاك رودوكاناتشي
جاك رودوكاناتشي (1882 – 7 نوفمبر 1925) هو مبارز بالسيف فرنسي راحل، مثّل بلاده في الألعاب الأولمبية الصيفية 1908.

## روابط رياضية
جاك رودوكاناتشي على موقع أوليمبيديا (الإنجليزية)